# Балеарика (римска провинция)
Балеарика или Испания Балеарика (на латински: Balearica, Hispania Balearica) e римска провинция, образувана на Балеарските острови в източната част на днешна Испания.
Завоювана е от римляните през 123 пр.н.е. от консул Квинт Цецилий Метел Балеарик, който подчинява морските грабежници и техните бази по Балеарските острови. Административна реформа на Октавиан Август 150 години по-късно присъединява островите към Тараконска Испания.